# Xhezair Teliti
Xhezair Teliti (d͡ʒɛzajɾ tɛliti; Kavaja, 1948. február 17. –) albán matematikus, politikus.
1972-től nyugdíjazásáig a Tiranai Egyetem természettudományi karának oktatója, 1992 és 2002 között az Albán Matematikai Társaság elnöke volt. Tudományos kutatásai elsősorban funkcionálanalitikai és topológiai kérdésekre irányulnak. 1993-tól 1996-ig Albánia oktatásügyi minisztere volt.

## Életútja
A közép-albániai Kavajában született, 1962 és 1966 között szülővárosában végezte el a Medar Shtylla Középiskolát. 1966-ban a Tiranai Egyetem természettudományi karára iratkozott be, matematikusi diplomáját 1971-ben vehette át. 1972-től az egyetem topológiai tanszékén oktatott tanársegédként, 1978 után adjunktusi, 1983-tól pedig docensi címmel. Kandidátusi disszertációját 1981-ben védte meg. Az 1980-as években részt vett a nemzetközi matematikai diákolimpiák szervezésében, valamint egy ideig a matematikatanári minősítőbizottság elnöki tisztét is ellátta. 1990-ben a Tiranai Egyetem topológiai és funkcionálanalitikai tanszékének vezetőjévé nevezték ki, ezt követően egy rövidebb kihagyással három évig irányította a tanszéki oktatómunkát.
1993-ban pártonkívüliként bekapcsolódott a politikai életbe, április 6-ától 1996. július 10-éig Aleksandër Meksi kormányaiban vezette az oktatásügyi tárcát. 1996–1997-ben Sali Berisha köztársasági elnök mellett dolgozott oktatásügyi tanácsadóként, ezt követően azonban visszatért a tudományos-oktatói pályára. 1998-tól csaknem tíz éven át a Tiranai Egyetemen a matematikai analízis és differenciálegyenletek tanszék, 2007 februárjától pedig a matematikai tanszékcsoport vezetője volt. Ezzel párhuzamosan 1992-től 2002-ig az Albán Matematikai Társaság elnöki tisztét töltötte be, 1998-tól pedig a Tiranai Egyetem tudományos tanácsának munkájában is részt vett.
Teliti 2013. március 7-én Bujar Nishani köztársasági elnöktől átvehette a Hála Emlékérmet (Medalje e Mirënjohjes).

## Főbb művei
- Xhezair Teliti: Teoria e masës dhe integrimit (’A tömeg és az integrálás elmélete’). Tiranë: SHBLU. 2003.  ISBN 99927-0-223-0  316 o.
- Xhezair Teliti: Elemente strukturore dhe topologjike në hapësirat R dhe R(n) (’Strukturális és topológiai elemek az R és R(n) térben’). Tiranë: SHBLU. 2008.   318 o.